# Muger Cement
Muger Cement (Amharisch: ሙገር ሲሚንቶ) ist ein äthiopischer Sportverein aus Wenji Gefersa in der Region Oromia.

## Geschichte

### Fußball
Der Verein wurde 1986 in Ambo von Mitarbeitern der größten äthiopischen Zementfabrik (Mugher Cement) gegründet und nach dieser benannt. Im Dezember 1994 stand der Verein im Finale des Äthiopischen Fußballpokals und konnte diesen durch ein 2:1 gegen St. George SA gewinnen. Durch den Pokalsieg qualifizierte sich Muger Cement für den Super Cup 1994, wo sie erneut auf den äthiopischen Meister St. George SA aus Addis Abeba trafen. Sowohl das Hinspiel (1:4) als auch das Rückspiel (0:2) gingen verloren.
In der Saison 1998/99 nahm Muger Cement an der Äthiopischen Premier League, der höchsten Spielklasse des Landes, teil. In der Saison 2014/15 stieg der Verein mit Platz 13 von 14 Teams in die zweite Liga Äthiopiens ab.

### Volleyball
Muger Cement verfügt nicht nur über eine Fußball-, sondern auch über eine recht erfolgreiche Volleyballabteilung, die 2014 an der Afrikanischen Volleyball-Meisterschaft 2014 teilgenommen hat.

### Marathon
Der Sportverein von Muger Cement stellte regelmäßig Sportler und Sportlerinnen für die äthiopischen Halbmarathon-Meisterschaften. Der erste große Erfolg gelang mit Tesfaye Tola, der bei einem inoffiziellen Marathon in Sululta Bronze in der Männerkategorie gewann. Er benötigte für die Strecke insgesamt eine Zeit von 1:02:14. Das erste Mal Gold holte Muger Cement am 19. August 2007, als Eshetu Gezhagne bei den Männern eine Zeit von 1:01:00 lief.
Bei den Frauen errang der Sportverein erstmals Gold mit Meseret Hailu, die am 26. August 2012 in Sululta eine Zeit von 1:13:13 erreichte. Insgesamt gewannen die Damen des Vereins viermal Bronze, und Hirut Alemayehu holte im Februar 2014 in Addis Abeba Silber.

## Vereinsname und Emblem
Das Vereinsemblem sowie der Vereinsname stammen von der Mugher Cement Factory. Häufig wird im Namen das „h“ in Mugher entfernt, sodass der Name Muger Cement Football Club entsteht. Im deutschen Sprachraum wird oft der Zusatz der Stadt Wonji oder Oromia hinzugefügt. Alternativ wird der Verein auch als Muger Cemento bezeichnet.
Der Sitz des Vereins wurde häufig gewechselt. Gegründet wurde der Verein in Ambo, genauer gesagt im Ortsteil Nazareth. 1994 beim Pokalsieg war der Sitz für längere Zeit in Adama und aktuell in Wonji, einem Ort in Oromia. Die Vereinsfarben sind Grün und Blau.

## Stadion
Die Heimspielstätte des Vereins ist das Wonji Stadium in Oromia mit einer Kapazität von 14.000 Zuschauern.

## Erfolge

### Fußball
- Äthiopischer Pokalsieger: 1994
- Aufstieg in der Äthiopischen Premier League: 1998

### Volleyball
- Teilnahme am Afrikanischen Volleyball-Cup: 2014

### Marathon
Erfolge bei den Äthiopischen Halbmarathon-Meisterschaften:
- Gold (2): 2007 (Männer), 2012 (Frauen)
- Silber (1): 2014 (Frauen)
- Bronze (5×): 2003 inoffiziell (Männer), 2006, 2006, 2013, 2014 (Frauen)

## Bekannte Sportler

### Fußball
- Saladin Said

### Marathon
- Tesfaye Tola
- Eshetu Gezhagne
- Mulu Seboka
- Askale Tafa
- Meseret Hailu
- Derebe Godana
- Hirut Alemanyehu
- Mame Feyisa